# چزاره گالیا

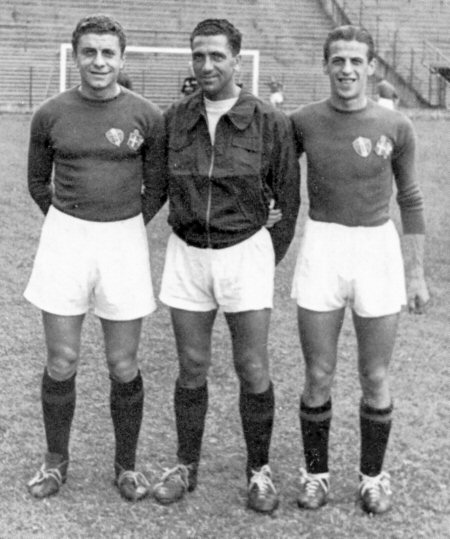

چزاره جالیا (به ایتالیایی: Cesare Gallea) بازیکن فوتبال اهل ایتالیا است که از سال ۱۹۳۷ میلادی عضو تیم ملی فوتبال ایتالیا بوده و در ۱ بازی ملی حضور داشته‌است. او در بازی‌های ملی‌اش گلی به ثمر نرساند.
چساره گالیا آخرین بازی ملی خود را در سال ۱۹۳۷ میلادی انجام داد.